# Julius Rieß
Julius Emil Rieß (* 8. Juli 1844 in Kassel; † 16. Juni 1900) war ein deutscher Jurist und Abgeordneter des Provinziallandtages der preußischen Provinz Hessen-Nassau.

## Leben
Julius Rieß wurde als Sohn des Gymnasialdirektors Heinrich Rieß und dessen Gemahlin Wilhelmine Marie Bender geboren. Nach dem Abitur studierte er Rechtswissenschaften und wurde nach seiner ersten juristischen Staatsprüfung dem Kreisgericht Rinteln als Obergerichtsreferendar zugewiesen. 
Nach Ablegung des Assessorexamens folgte am 10. September 1867 die Ernennung zum Gerichtsassessor.
1886 erhielt Rieß ein Mandat für den Kurhessischen Kommunallandtag des Regierungsbezirks Kassel, aus dessen Mitte er zum Abgeordneten des Provinziallandtages der Provinz Hessen-Nassau bestimmt wurde. Er blieb bis 1900 in den Parlamenten. 
Rieß war Vorsitzender der Rechtsanwaltskammer Kassel. 

## Auszeichnungen
- 1900 Geheimer Justizrat
- Roter Adlerorden (Preußen) IV. Klasse (Ritterkreuz)